# 8월의 신부
《8월의 신부》는 1996년 8월 7일부터 1996년 9월 25일까지 방영한 SBS 드라마 스페셜이다.

## 줄거리
진경과 재민은 사랑을 이루지 못한 채 짧은 생을 마감하지만 가영과 남규로 환생하게 되고, 26세가 될 때까지 전생의 연을 모른 채 각기 다른 삶을 살아간다. 갑작스런 폭우에 조난을 당한 가영은 모든 기억을 잊어버린다. 남규와 함께 여행을 왔던 일행인 상우(김정현)가 가영을 발견하여 병원으로 옮겨지게 되고, 답답한 마음에 병원을 나선 가영은 죽어가는 주한을 만나게 된다. 그 인연으로 주한의 아버지인 석호의 집에 머물게 된다.

## 제작진
- 연출 : 문정수
- 조연출 : 조남국
- 극본 : 이덕재

## 등장 인물

### 주요 인물
- 김지호 : 송가영 (전생 윤진경) 역
- 정찬 : 김남규 (전생 최재민) 역
- 박상아 : 문혜원 역
- 박형준 : 나주한 역

### 남규의 주변 인물
- 이훈 : 권표 역 - 남규의 친구. 혜원을 짝사랑함
- 김정현 : 조상호 역

### 가영의 주변 인물
- 손현주 : 가영의 오빠 역
- 권은아 : 가영의 올케 역
- 정영숙 : 민 여사 역 – 윤진경의 어머니

### 주한의 주변 인물
- 남성훈 : 나석호 역 (청년 시절 최성국) - 주한의 아버지
- 박정수 : 주한의 어머니 역
- 정혜선 : 석호의 어머니 역

### 혜원의 주변 인물
- 정동환 : 문도일 역

### 그 외 인물
- 곽정희 : 부천댁 역
- 임병기 : 조만석 역 - 형사
- 문회원 : 박 반장 역
- 윤영준 : 대한 역
- 이숙경 : 숙희 역
- 조성범 : 온달 역
- 강승연 : 은진 역
- 김단비 : 수연 역 - 은진의 친구이자 라이벌
- 임유진 : 이현 역 - 은진의 전생 연인
- 김지은 : 미애 역
- 김민 : 정식 역
- 이도훈 : 동호인 역
- 김명민 : 동호인 역
- 윤기원 : 동호인 역
- 성창훈 : 동호인 역
- 김남진 : 동호인 역
- 최혜경 : 동호인 역
- 이한갈 : 동호인 역
- 서미미 : 동호인 역
- 김병세 : 의사 역
- 박남현 : 건달 역
- 이영달 : 사주쟁이 역
- 오영순 : 여자 1 역
- 한정국 : 형사 1 역
- 노영환 : 사회자 역
- 이남주 : 친구 역
- 곽경환 : 복덕방 주인 역
- 홍승옥 : 식당 주인 역
- 이승형 : 남자 1 역
- 장은비 : 여자 1 역
- 맹호림 : 의사 역
- 김주명 : 직원 역
- 서학 : 의사 역
- 김효원 : 남자 역
- 이진아 : 여자 역
- 남영진 : 부장 역
- 황미선 : 여자 역
- 한상희 : 여자 1 역
- 정재순 : 주인 역
- 남지헌 : 남자 역
- 장정연 : 여자 역
- 김정민
- 정미숙
- 최준용
- 김시원
- 서범식
- 정욱
- 원기준
- 김민조
- 권도경
- 김홍표
- 박형재
- 김충렬
- 이상은
- 공형진
- 김희정
- 민경조
- 옥승일
- 오아랑
- 김유철
- 김용헌
- 독고영재
- 김무생
- 정성모

### 우정출연
- 김명수 (9회)

### 특별출연
- 김장순

## 편성
- 1996년 9월 25일 : 오후 9시 15분부터 15~16회 연속 방영

## 참고 사항
- 식상한 소재-설익은 연기 등의 지적이 있었다.[1]
- 박상아(문혜원 역)는 1996년 여름 KBS와 전속기간이 끝나지 않았음에도 매니저의 일방적 판단 아래 해당 작품에 출연했다가 괘씸죄에 걸려 KBS의 출연이 금지되기도 했는데[2] 이 무렵 SBS는 1992년 5월 종영된 《여성극장》이후[3] 정규 단막극을 한동안 편성하지 않아 이렇다할 신인 탤런트 발굴에 어려움을 겪어오기도 했다.